# Kurt Meier (Gewerkschafter)
Kurt Meier (* 7. Dezember 1914 in Wilkau-Haßlau; † 25. Januar 1985 in Schwerin) war ein deutscher Politiker (SED) und FDGB-Funktionär. Er war Vorsitzender des FDGB-Bezirksvorstandes Schwerin.

## Leben

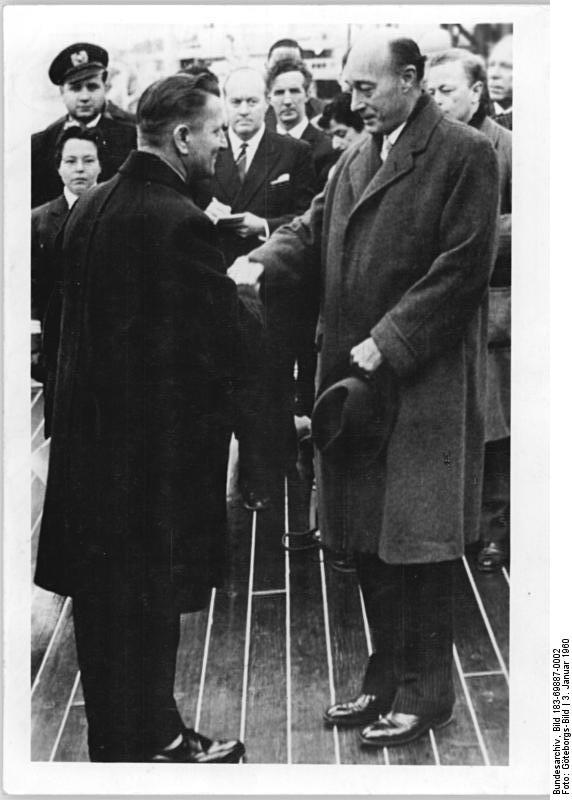
Der Direktor der Schwedischen Amerika-Linie, Erik Wijk (rechts), übergibt in Göteborg das erste FDGB-Urlauberschiff, die Völkerfreundschaft, dem Sekretär des FDGB, Kurt Meier (3. Januar 1960).

Meier wurde als Sohn einer Arbeiterfamilie geboren. Nach dem Besuch der Volksschule nahm er eine Lehre als Hauer auf, die er 1929 abschloss. Anschließend war er in diesem Beruf tätig. Ab 1928 war er Mitglied im Bergarbeiterverband und im Arbeiter-Turn- und Sportbund. Von 1935 bis 1945 leistete er Militär- und Kriegsdienst bei der Wehrmacht. Meier geriet 1945 in sowjetische Kriegsgefangenschaft. Er war Vorsitzender des Antifa-Ausschusses im Lager Welikije Luki.
Nach seiner Rückkehr nach Deutschland 1948 arbeitete er im Reichsbahnausbesserungswerk (RAW) Zwickau als Entroster und wurde Mitglied des FDGB. 1950 trat er der SED bei. Von 1950 bis 1952 fungierte er im RAW „7. Oktober“ in Zwickau als Zweiter bzw. Erster Vorsitzender der Betriebsgewerkschaftsleitung. Von 1952 bis April 1982 (10. FDGB-Kongress) gehörte Meier als Mitglied dem FDGB-Bundesvorstand und bis November 1963 (6. FDGB-Kongress) auch seinem Präsidium an. Zudem war er von 1952 bis November 1963 auch Sekretär des FDGB-Bundesvorstandes. 1956/1957 studierte er an der Parteihochschule „Karl Marx“ der SED. Sein Studium schloss er als Diplom-Gesellschaftswissenschaftler ab. Von 1964 bis zum 26. März 1977 wirkte er als Vorsitzender des FDGB-Bezirksvorstandes Schwerin und war von 1967 bis 1977 Mitglied des Sekretariats der SED-Bezirksleitung Schwerin. Meier trat auf eigenen Wunsch aus Gesundheitsgründen zurück, blieb aber Mitglied des FDGB-Bezirksvorstandes. Er war noch bis Februar 1981 (14. Bezirksdelegiertenkonferenz) Mitglied der SED-Bezirksleitung und lebte zuletzt als Veteran in Schwerin.
Meier starb im Alter von 70 Jahren und wurde auf dem Waldfriedhof Schwerin-Krebsförden bestattet.

## Auszeichnungen
- Vaterländischer Verdienstorden in Bronze (1965)[4]
- Orden Banner der Arbeit Stufe I (1974)[5]
- Fritz-Heckert-Medaille in Gold

## Schriften
- (zusammen mit Herbert Warnke und Louis Saillant): Die Bedeutung der Gewerkschaftswahlen 1952/53. Tribüne, Berlin 1952.
- Wie arbeitet die Betriebsgewerkschaftsleitung mit dem Gewerkschaftsaktiv? Tribüne, Berlin 1952.
- Über die Abänderung der Satzung des Freien Deutschen Gewerkschaftsbundes. Tribüne, Berlin 1955.